# Tentative de coup d'État éthiopien de 1960
La tentative de coup d'État éthiopien de 1960 a été lancée en Éthiopie le 13 décembre 1960. Le Conseil de la Révolution, quatre conspirateurs dirigés par les frères Germame Neway et le général de brigade Mengistu Neway, commandant du Kebur Zabagna (garde du corps impérial), ont cherché à renverser l'empereur Haile Selassie lors d'une visite d'État au Brésil afin d'installer un gouvernement progressiste. Les chefs du coup d'État ont déclaré le début d'un nouveau gouvernement sous le règne du fils aîné de Haile Selassie, le prince héritier Asfaw Wossen, qui s'attaquerait aux nombreux problèmes économiques et sociaux auxquels l'Éthiopie était confrontée. Le Conseil a pris le contrôle de la majeure partie de la capitale, Addis-Abeba, et a pris en otage plusieurs ministres et autres personnalités importantes. Après son succès initial, la majorité de l'armée et de la population s'est rapidement alignée contre le coup d'État et, le 17 décembre, les loyalistes avaient repris le contrôle d'Addis-Abeba. Au moins 300 personnes ont été tuées lors du coup d'État, dont la plupart des conspirateurs.
La tentative de coup d'État est considérée comme la menace la plus grave pour le régime de Haile Selassie entre 1941 et sa déposition en 1974 pendant la révolution éthiopienne.

## Contexte

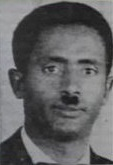
Germaine Neway

Germame Neway, largement considéré comme l'instigateur du coup d'État, était un haut fonctionnaire qui occupait le poste de gouverneur de district dans les provinces éthiopiennes. Germame était un gouverneur progressiste et militant qui était frustré dans ses tentatives d'améliorer le niveau de vie des sujets dans les districts qu'il était chargé de gouverner, et a grandi pour en vouloir au gouvernement central absolutiste et féodal sous l'empereur Haile Selassie. Lorsque Germame avait tenté d'encourager les habitants oromos de Wellamu à construire des routes, des ponts et des écoles, il était opposé par les propriétaires locaux qui s'agitaient pour son remplacement. Germame a ensuite été réaffecté à Jijiga, où il "a été immédiatement confronté à la pauvreté abjecte et au sous-développement de la région et à des signes évidents de négligence officielle". Bahru Zewde conclut: "L'obstruction qu'il a rencontrée même dans ces postes éloignés l'a convaincu de la nécessité d'un changement, et il a commencé à travailler avec son frère à cette fin." 

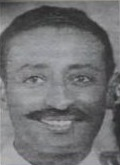
Mengistu Neway

Germame réussit alors à persuader son frère, le brigadier-général Mengistu Neway, qu'un coup d'État militaire réussi contre le gouvernement actuel était faisable. Mengistu était vital pour le succès du plan de Germame car il commandait le Kebur Zabangna, la garde impériale de l'empereur dont les membres devaient suivre les ordres sans poser de questions, et avait des relations dans les forces armées éthiopiennes. Deux membres plus importants, le colonel Warqenah Gabayahu, chef de la sécurité impériale, et le général de brigade Tsege Dibu, commissaire de police, ont été recrutés pour former un "Conseil de la Révolution" clandestin, et le groupe a commencé à planifier son déménagement. Selon Paul Henze, craignant que leurs plans n'aient déjà été divulgués, les conspirateurs se sont précipités dans l'action lorsque l'empereur est parti en visite d'État au Brésil sans planification suffisante. Selon les mémoires de John H. Spencer, Makonnen Habte-Wold s'était sérieusement méfié des activités du colonel Warqenah deux ans avant la tentative de coup d'État, et seulement cinq mois avant que les conspirateurs n'agissent, Makonnen a confié ses soupçons renouvelés à la fois sur le colonel et sur Brigadier-général Tsege à Spencer .

## Coup d'État
Dans la soirée du mardi 13 décembre 1960, le groupe a dupé plusieurs ministres de la couronne impériale et d'autres personnalités politiques importantes pour qu'ils viennent au palais Guenete Leul dans la capitale impériale, Addis-Abeba, pour une réunion d'urgence où ils ont été pris en otage. Au même moment, les partisans du colonel Warqenah occupent la banque centrale, la station de radio et le ministère des finances. Le Kebur Zabagna a encerclé les autres bases militaires dans et autour de la capitale.
Le lendemain matin, après que les membres du coup d'État aient obtenu le contrôle de la majeure partie d'Addis-Abeba, le prince héritier Asfaw Wossen, qui est généralement considéré comme ayant agi sous la contrainte, a lu une proclamation. Cette proclamation attaquait le retard économique de l'Éthiopie par rapport aux autres pays africains, annonçait la formation d'un nouveau gouvernement sous le prince héritier et promettait le début d'une nouvelle ère. En réponse, les étudiants de l'Université Haile Selassie ont manifesté en faveur du nouveau gouvernement.[réf. nécessaire]
Les meneurs du coup d'État s'attendaient manifestement à ce que cette manifestation convainque les autres branches de l'armée de se joindre à eux. 24 heures difficiles ont suivi pendant que les conspirateurs attendaient les développements. Au cours de cette période, Mengestu et ses collègues ont publié un programme en 11 points de réformes proposées et ont nommé Premier ministre Ras Imru Haile Selassie et le général de division Mulugeta Bulli, qui était populaire dans l'armée, comme chef d'état-major. Pendant ce temps, les loyalistes au sein de l'armée ont pu parvenir à un consensus sur la manière de répondre à cette menace. (Clapham montre que les dirigeants civils, qui lors des coups d'État précédents qui ont créé de nouveaux dirigeants en Éthiopie, avaient été effectivement isolés de l'armée. Makonnen Habte-Wold, dont le propre réseau de renseignement avait découvert ce complot, n'a pas pu faire plus qu'envoyer des télégrammes frénétiques à son empereur "jusqu'à ce que le coup d'État ait lieu et qu'il soit capturé et fusillé". ) Dejazmach Asrate Medhin Kassa, le général de division Mared Mangesha et les autres loyalistes ont passé leur temps plus utilement ; ils ont obtenu le soutien de l'escadron de chars et de l'armée de l'air impériale éthiopienne, tous deux stationnés à portée de la capitale, et ont comblé leur pénurie initiale de troupes en transportant par avion environ 1 000 soldats fidèles des provinces périphériques; ils ont également publié des tracts signés par Abuna Basilios, chef de l'Église orthodoxe éthiopienne Tewahedo, qui condamnait les rebelles comme des traîtres anti-religieux et appelait à la loyauté envers Haile Selassie. On pense que ces tracts ont eu un grand effet sur les non-engagés.
Des combats ont éclaté dans l'après-midi du lendemain. En infériorité numérique, les rebelles sont lentement repoussés. De nombreux soldats ordinaires du Kebur Zabagna, une fois qu'ils ont appris qu'ils se battaient contre l'Empereur, ont perdu courage car on leur avait fait comprendre qu'ils se battaient pour lui. Dès le début des combats, les habitants de la capitale apportent leur soutien aux loyalistes. Avant d'abandonner la capitale, Germame et les autres ont braqué leurs mitrailleuses sur leurs otages au palais Genetta Leul, tuant 15 d'entre eux. Parmi les morts figuraient non seulement Ras Abebe Aregai, alors Premier ministre, mais aussi Makonnen Habte-Wold et le général de division Mulugeta.
Le général Tsege a été tué dans les combats ; Le colonel Warqenah s'est suicidé. Mengistu et Germame ont échappé à la capture jusqu'au 24 décembre 1960 lorsqu'ils ont été encerclés par l'armée près de Mojo. Plutôt que de se faire capturer le visage, Germaine s'est suicidé; Mengistu se rendit. Il a été pendu publiquement sur la place d'une église quelques mois plus tard. Le corps de Germame a été amené à Addis-Abeba et pendu également, comme une manière de démontrer la résolution de l'empereur. Les chiffres officiels des victimes indiquent qu'au moins 300 personnes ont été tuées, dont beaucoup de civils pris dans les combats de rue; Christopher Clapham les considère comme "susceptibles d'être sous-estimés", notant dans une note de bas de page que The East African Standard à Nairobi, dans ce qui était alors la colonie du Kenya, a estimé à environ 2 000 morts et blessés dans son article du 20 décembre 1960.

## Conséquences
Bien que Paul Henze pose la question pertinente, « Le coup d'État de 1960 a-t-il été le signe avant-coureur de la révolution de 1974 ? », il nie qu'il y ait eu un lien significatif avec sa phrase suivante : « Seulement dans un sens très général, voire pas du tout ». Henze insiste sur la nature intérieure du coup d'État, sur la proportion de la population éthiopienne analphabète et peu au courant des événements dans la capitale. Cependant, Henze admet que la menace contre son règne a provoqué un changement dans le comportement de l'Empereur : après avoir réorganisé son gouvernement et nommé le Tsehafi Taezaz (« ministre de la plume »), Aklilu Habte-Wold, comme Premier ministre, Haile Selassie « a donné moins attention aux affaires intérieures et a consacré plus de temps aux affaires étrangères, se faisant une place dans le mouvement panafricain et défendant la décolonisation. Pour ne pas être éclipsé par de nombreuses nouvelles personnalités de la scène africaine - Kwame Nkrumah, Ahmed Sékou Touré, Jomo Kenyatta, Julius Nyerere - il a continué à jouer un rôle de premier plan dans la politique panafricaine." 
En revanche, l'historien éthiopien Bahru Zewde trouve une chaîne de connexion très claire entre les deux événements. Tout d'abord, dans son histoire de l'Éthiopie moderne, Bahru souligne un élément ironique de cet événement : "Par ses collègues, il [Mulugeti Bulli] était plus qu'à moitié censé imiter le colonel égyptien Gamal Abdel Nasser, qui a organisé un coup d'État en 1952. qui a renversé la dynastie, vieille d'un siècle et demi, de Mohammed Ali ». Pourtant, le professeur Bahru établit un lien encore plus apparent entre les deux, dans un passage étonnamment élégiaque :
Le flambeau du changement que les rebelles avaient allumé ne s'est pas éteint avec leur élimination physique. Au contraire, cela a suscité une opposition plus franche et radicale au régime. Cela peut être vu dans certains des tracts clandestins qui ont commencé à circuler peu après la fin du coup d'État. Ils avaient des motifs aussi intransigeants que "Mieux vaut être un lion un jour et mourir que de vivre la vie d'un agneau pendant mille jours", "Il n'y a pas de solution sans sang", et "Ce qui est un péché doit être gouverné par des despotes, de ne pas se dresser contre eux." Surtout, les étudiants sont devenus les véritables héritiers des rebelles. Ils étaient descendus dans la rue pour soutenir les rebelles en 1960. Par la suite, ils donnèrent ampleur et cohérence à l'opposition que les rebelles avaient conçue et exécutée de manière si confuse. Quant au régime impérial, peu disposé à concéder des réformes, il se condamnait à être balayé par la révolution.
Edmond Keller ajoute qu'à la suite du coup d'État, "plutôt que de pouvoir dicter confortablement le rythme et la direction du changement, l'empereur a été placé de plus en plus sur la défensive, devant travailler plus dur pour arbitrer les demandes de groupements sociaux de plus en plus importants sur le plan politique".  Keller n'est pas non plus d'accord avec l'affirmation selon laquelle les dirigeants du coup d'État étaient le seul groupe organisé critique de la monarchie impériale et de ses politiques, pointant du doigt les organisations nationalistes regroupées parmi les Oromos, les Somaliens, les Érythréens et les Tigréens, notant que "ces poches d'opposition pourraient n'aurait jamais émergé si la politique de l'empereur avait été dirigée avec plus de sensibilité vers la construction de la légitimité parmi les masses plutôt que simplement vers la garantie de la conformité ou de l'acquiescement aux lois et aux politiques." 